# 犬神サアカス團
犬神サアカス團（いぬがみサーカスだん）は、日本のロックバンド。旧バンド名は犬神サーカス団。バンド名は映画『田園に死す』に登場するサーカス一座による。
1994年結成、1997年に音源『御霊前』でインディーズデビュー。同年のメンバーチェンジからカルテット編成を不動のまま活動を続けている。
2003年にアップフロントワークスのzetimaレーベルよりメジャーデビューしたが、2006年に再びインディーズに活動の場を移す。
2012年秋、バンド名を「犬神サアカス團」へ変更した。

## バンドの経歴
1994年、高校生だったボーカルの凶子が、マンガ雑誌「ガロ」の文通欄でメンバーを募集する。女性ボーカルを探していた明がそれを見て凶子にコンタクトを取り、6人編成による「犬神サーカス団!」として活動を始める。
1995年、テレビ朝日製作によるテレビ番組「えびす温泉」の勝ち抜き企画に出演し、3週連続で勝ち抜く。
1997年、初の自主制作音源を発表。またギター、キーボード、ベースの三人が脱退、ほどなく犬神ジンが加入、それに伴いバンド名をエクスクラメーションマークを取り払った「犬神サーカス団」と改名しヴィジュアル系シーンなどで活動を再開する。
2003年、TBS製作によるテレビ番組「うたばん」に数回出演。またこの年にzetimaレーベルからメジャーデビューシングル「命みぢかし恋せよ人類!」を発売。
2004年、5月に初のベストアルバム『グレイテスト・ヒッツ』を発売。
2006年、メジャーシーンでは初期のような作品の製作に制約が大きいため（バンド側はその疎隔も楽しんでいたと『FOOL'S MATE』のインタビューで公言しているが）、zetimaレーベルを離れ再びインディーズに戻る。それに伴い所属事務所から独立、現在は自主レーベル「オフィス・キンメダイ」に所属。
2008年、別名義でポップ・ロックバンドAngelique（アンジェリック）の活動を開始する。
2009年3月、結成15周年写真集「されど闇の深さを知る」を発売。また10月7日に現在入手困難の音源とライブでの定番曲を新たに再録した2枚組みベストアルバム「籠の鳥、天空を知らず」を発売。
2010年、アメリカのテキサス州ダラスにて海外公演。共演バンドは聖飢魔II。
2011年12月10日、「死ぬまでROCKツアー」のファイナル・渋谷O-WESTにおいて、バンドの路線を「より叙情的で過激でアングラな和風バンド」とし、従来の路線からの脱却を図るとともにバンド名表記を「犬神サアカス團」に改めると発表。2012年発売のフルアルバム「恐山」からこの名称は使用された。
2014年7月12日、犬神凶子の「先天性股関節脱臼」の手術のため、バンド活動が一時活動休止。合わせて、残されたメンバー3人によるユニット「犬神サアカス團Z」が始動する。
2015年4月、単独ツアー「比丘尼遊行2015」より犬神凶子が復帰し、犬神サアカス團としての活動を再開。
2015年10月、寺山修司生誕80周年記念音楽祭「冥土への手紙」（恵比寿ザ・ガーデンホール）に出演。
2016年10月10日、所属事務所オフィス・キンメダイの設立10周年を記念して、現役ミュージシャンによる犬神サアカス團のコピーバンド大会『犬フェス』開催。Gargoyle、heidi.、Kaya、団長（NoGoD）、ぶう（えんそく）が出演し、全員フルメイクで犬神のカバーを披露。
2019年12月27日、犬神情次2号（六弦）犬神ジン（四弦）が脱退。凶子と明の二人体制になる。
2020年4月、シングル「目障りな異分子」を発表。
2024年7月、結成30周年記念シングル「カンフートーキョー」発表。海外から見たヘンな日本のイメージを逆パロディしたMVが話題になる。
2024年12月、結成30周年記念シングル第２弾「天誅」発表。作詞は売野雅勇氏。

## メンバー
- 犬神凶子：ボーカル（愛称：きょんぴ）

7月12日生まれ O型
ボーカルの他に作詞も行う。
- 犬神明：ドラムス（愛称：明兄さん）

1965年12月27日生まれ　B型
リーダー。作詞・作曲。（株）オフィス・キンメダイ代表。

## サポートメンバー
- 小野寺智（ONOCHIN）:ギター

1967年4月7日。0型。
HEESY、Keita The Newest、千の神、VENUS AND MARS で活動中。
- 犬神敦:ベース

1985年1月27日。B型。

### 元メンバー
- 犬神エイジ:キーボード

2022年7月10日の単独興行をもってサポート卒業。
- 犬神リンダ:ギター

2021年4月17日の単独公演をもってサポート卒業。
- 犬神情次2号：ギター

2019年12月27日脱退。現在はハイダンシークドロシー。
- 犬神ジン：ベース

2019年12月27日脱退。現在はハイダンシークドロシー、最鋭輝隊。
- 犬神情次壱号：ギター

初期メンバー。
- 犬神龍之介：シンセギター

初期メンバー。
- 犬神螢：ベース

初期メンバー。

## ディスコグラフィー

### 犬神サーカス団名義

#### シングル
|      | 発売日         | タイトル                                 | 規格品番                                | 収録曲 | 備考                                                                                |
| ---- | -------------- | ---------------------------------------- | --------------------------------------- | --- | ----------------------------------------------------------------------------------- |
|      | 2000年8月20日  | 赤い蛇                                   |                                         | - A.赤い蛇（犬神サーカス団） - AA.赤い蛇（グルグル映畫館） | バンド「グルグル映畫館」との共同制作品                                              |
| 1st  | 2001年5月7日   | 人工妊娠中絶                             | WTC-5006                                | 1. 人工妊娠中絶 2. 女囚のブルース 3. 人工妊娠中絶（カラオケ） 4. 女囚のブルース（カラオケ） | WIDE TREAD                                                                          |
| 2nd  | 2003年9月10日  | 最後のアイドル                           | WTC-5016                                | CD 1. 最後のアイドル 2. どろどろ DVD 1. ロックンロール・ファイヤー 2. 鬱病の道化師 3. 儀式 4. 奇跡 5. 決死隊 其の壱 6. 黄泉の国 7. 洗脳 8. 早死するのはスターの運命 9. 屈辱の悲哀歌 10. 血の贖い 11. ドラムソロ～魔女はどこだ？ 12. 魔女狩り 13. 決死隊 其の弐 14. 理想郷 15. 犬神天国～赤い蛇 16. 白 | オリコン最高127位                                                                   |
| 3rd  | 2003年10月29日 | 命みぢかし恋せよ人類!                    | EPCE-5255～5256:初回盤 EPCE-5257:通常盤 | 1. 命みぢかし恋せよ人類！ 2. すべてが昨日と変わらない 3. 恍惚の海 4. ロックンロール・ウィドウ 初回盤DVD 1. 「最後のアイドル」PV＋α | オリコン最高78位、登場回数3回                                                       |
| 4th  | 2004年4月14日  | 最初の扉                                 | EPCE-5269                               | 1. 最初の扉 [4:14] 2. 恋の炎 [4:47] 3. 退化 [4:16] 4. 三つの扉 [12:19] | オリコン最高59位                                                                    |
| 5th  | 2004年12月15日 | 都合のいい女・ほんとにほんとに御苦労さん | EPCE-5345                               | 1. 都合のいい女 2. ほんとにほんとに御苦労さん 3. 愛の亡霊 4. 需要供給の法則 | オリコン最高123位                                                                   |
| 6th  | 2007年8月1日   | 光と影のトッカータ                       | DDCZ-1453                               | 1. 光と影のトッカータ 2. 腐乱のあなた 3. 鬼畜 | プロモーションビデオはスクリーミング・マッド・ジョージが監督している。 オリコン圏外 |
| 7th  | 2007年9月5日   | 地獄に堕ちた子供たち                     | DDCZ-1454                               | 1. 地獄に堕ちた子供たち [4:51] 2. 一ツ目小僧 [4:08] 3. 苦界浄土 [4:40] | オリコン圏外                                                                        |
| 8th  | 2007年10月3日  | たからもの                               | DDCZ-1455                               | 1. たからもの 2. 裸のマリー 3. 気ままな旅を 4. 竹田の子守唄 | オリコン圏外                                                                        |
| 9th  | 2007年11月7日  | バビロニア恋物語                         | DDCZ-1456                               | 1. バビロニア恋物語 2. ディストピア 3. 少女地獄 | オリコン最高195位                                                                   |
| 10th | 2007年12月5日  | いつか                                   | DDCZ-1457                               | 1. いつか 2. 運命 3. 餓鬼 | オリコン圏外                                                                        |
| 11th | 2010年8月4日   | DEAD END KIDS                            | DDCZ-1692                               | CD 1. DEAD END KIDS 2. 天変地異 DVD 1. 籠の鳥〜爆走All Night Long 2. 平成デモクラシー 3. 路上 4. MC 5. 退化 6. 籠の鳥 7. スケ番ロック 8. 白痴 | オリコンインディーズチャート初登場19位 オリコン最高192位                            |
| 12th | 2011年8月24日  | 桜散る中                                 | DDCZ-1762                               | 1. 桜散る中 2. あなたがもしも | オリコンインディーズチャート初登場11位 オリコン圏外                                 |
| 13th | 2012年4月11日  | ここはどこの細道じゃ                     | DDCZ-1796                               | CD 1. ここはどこの細道じゃ 2. 脳内観念スター DVD 1. 「ここはどこの細道じゃ」PV | オリコン最高151位                                                                   |
| 14th | 2013年4月21日  | 春来たる鬼                               | DDCZ-1796                               | 1. 春来たる鬼 |                                                                                     |

#### アルバム
|     | 発売日         | タイトル                   | 規格品番                             | 収録曲 | 備考 |
| --- | -------------- | -------------------------- | ------------------------------------ | --- | --- |
| 1st | 1999年9月23日  | 地獄の子守唄               | FLE-55001                            | 1. 見世物小屋口上 2. あんたは豚だ 3. 廃墟の街 4. 常世の蟲 5. 青蛾の群 6. 基準停止装置 7. 夜が終わっちまう前に… 8. 黒髪 9. 白痴 10. 基準停止線の網目 11. 鬼火 12. 灯蛾 13. 路上 14. 地獄の子守唄 | FLESH／コンポジラ                                                                                          |
| 2nd | 2000年6月15日  | 蛇神姫                     | WT-0002                              | 1. 蛇神姫 2. 逆流 3. 苦海浄土 4. 裏路地哀歌 5. 鬼畜 6. 血みどろ菩薩 7. 寂滅 8. でもワザとじゃない 9. ガム 10. 背徳の扉 11. 父親憎悪 12. カナリヤ | WIDE TREAD                                                                                                 |
| 3rd | 2001年12月12日 | 暗黒残酷劇場               | WTC-5008                             | 1. 逆行による改善の試み 2. 血まみれ内臓ロックンロール 3. 皆殺しのララバイ 4. 瓶づめの胎児 5. 進化による退廃のススメ 6. 瘡の妙薬 7. 肉体の位置 8. 大地に死す 9. この世の終わり 10. 女囚のブルース 11. 悪魔は俺だ！ 12. 赤い蛇 13. 陽炎                                                              | WIDE TREAD／Bellwood Records                                                                               |
| 4th | 2002年7月31日  | 怪談 首つりの森            | WTC-5011                             | 1. 無限の海の阿鼻叫喚 2. 怪談！首つりの森 3. 花嫁 4. お金を払って！ 5. 真夏の夢 6. くだらない話 7. 黒い血 8. 地獄へ堕ちろ！！ 9. 私もう駄目かもしれない 10. 爆走All Night Long 11. お人形 12. 涅槃に咲く白い花                                                                                     | WIDE TREAD                                                                                                 |
| 5th | 2003年5月28日  | 神の犬                     | WTC-5015                             | 1. 啓示 2. ロックンロール・ファイヤー 3. 儀式 4. 奇跡 5. 決死隊 其の壱 6. 黄泉の国 7. 口寄せ 8. 洗脳 9. 早死するのはスターの運命 10. 魔女狩り 11. 屈辱の悲哀歌 12. 決死隊 其の弐 13. 理想郷 14. 臨時ニュース 15. 鎮魂歌～レクイエム～ ...                                                          | WIDE TREAD                                                                                                 |
| 6th | 2005年4月6日   | スケ番ロック               | EPCE-5357～8:初回盤 EPCE-5359:通常盤 | 1. あいつ 2. スケ番ロック 3. 堕ちた英雄 4. 口裂け女伝説 5. 太陽を待ってる 6. サーカスの人魚 7. 14 8. 平成デモクラシー 9. 都合のいい女（Album Mix Ver.） 10. 最新型アンドロイド 11. 殺したい女 12. 欲望の牙～吸血少女・魔子～ 13. 箱舟                                                              | オリコン最高133位                                                                                          |
| 7th | 2006年2月24日  | 形而上のエロス             | GUCA-0001                            | 1. 今夜も呪いの幕が開く [1:54] 2. 自殺の唄 [4:05] 3. 道行き [4:05] 4. 親愛なるあなたへ [4:28] 5. 影ひとつ [4:15] 6. 悪魔のように囁いて [3:37] 7. ハイエナ [4:57] 8. 海の底 [5:26] 9. 妄想天国 [4:48] 10. それでも貴方に逢いたくて [4:14] 11. 千里眼 [5:02] 12. 恋唄 [4:32] 13. 神隠しの午後 [1:10] | オリコン最高290位                                                                                          |
|     | 2007年7月4日   | 凶子の「恐怖の深夜ラヂヲ」 | TKCD-1974                            | 1. 凶子の独白 2. DJ明、登場 3. 恐怖の深夜ラジヲ 4. ドラマ「青春の群像」 5. いつまでも君と 6. 凶子の冷汗 7. 雨の恐山 8. 思ひ出、そして金縛り！！ 9. 凶子のカンカン祭り 10. CM 11. 落椿心中 12. SEE YOU NEXT LIFE!                                                                                   | グルグル映畫館 featuring 犬神サーカス団（グルグル映畫館」とのコラボレーション） オリコン最高位、登場回数回 |
| 8th | 2010年12月8日  | ビバ!アメリカ              | DDCZ-1704                            | CD 1. メメントモリ 2. DEAD END KIDS 3. ビバ！アメリカ 4. 華麗に舞え！ 5. 誓約 6. 慈愛 7. 犬死に 8. ニュークリーチャー 9. 狂った世界 10. CRAZY CAT LADY 11. 幼女人形 12. 生霊 13. 腐敗 14. 死者の唄 15. 幽霊奇譚 DVD 1. 「DEAD END KIDS」PV                                                         | 2010年10月20日発売予定だったが、DVDに不具合があり、発売が延期された。 オリコン圏外                         |

#### ミニアルバム
|     | 発売日         | タイトル                         | 規格品番  | 収録曲 | 備考                                                             |
| --- | -------------- | -------------------------------- | --------- | --- | ---------------------------------------------------------------- |
| 1st | 1997年1月      | 御霊前                           | SHI-444   | 1. 黒卵の腐 2. 白蛆の骨 3. 青蛾の乱 | 自主制作品                                                       |
| 2nd | 2000年12月13日 | 赤猫                             | WTC-5003  | 1. 赤猫 2. 鬱病の道化師 3. 血の贖い 4. 寄生蟲 5. けもの道 | WIDE TREAD                                                       |
| 3rd | 2006年11月15日 | 待ちわびた日〜形而上のエロス外伝 | DDCZ-1384 | 1. 夏の日 2. テント張り小唄 3. 小悪魔エレジー 4. グッバイ 5. 待ちわびた日 6. そして次の町へ | オリコン最高215位                                                |
| 4th | 2008年4月9日   | 呪恋                             | DDCZ-1512 | CD 1. 祝祭の行進 [1:45] 2. 夕焼け [5:59] 3. 欲望 [3:59] 4. 捜物 [2:44] 5. オルゴール [6:05] 6. 死に損ない狂詩曲 [4:58] 7. 憑物 [3:35] 8. 追憶 [2:18] 9. 人面疔 [4:53] DVD 光と影のトッカータ（PV） | オリコン最高255位                                                |
| 5th | 2008年11月5日  | 夜行列車極楽行                   | DDCZ-1554 | 1. 旅立ち 2. 夜行列車 3. 猫町 4. 殺戮峠 5. 開かずの踏切 6. 念仏谷 7. 虚言村 8. さがせ 9. ねじれた線路                                                                                              | オリコン圏外                                                     |
| 6th | 2010年5月12日  | セタカムイ                       | DDCZ-1672 | 1. 骨 2. 残酷楽園 3. 狂った夜 4. 箱女 5. 夜、あふれる想い 6. ドグマの呪い 7. 神の子 8. 時は来たれり                                                                                                | 「セタ」はアイヌ語で「犬」、「カムイ」は「神」 オリコン最高264位 |
| 7th | 2011年10月19日 | 死ぬまでROCK!                    | DDCZ-1779 | 1. プロローグ 2. 飼育 3. 死ぬまでROCK！ 4. 猟奇の国のアリス 5. ビザール 6. 死人華 7. 桜散る中 8. エピローグ                                                                                        | オリコン最高267位                                                |

#### コレクションアルバム
|     | 発売日        | タイトル             | 規格品番  | 収録曲 | 備考                                                                                           |
| --- | ------------- | -------------------- | --------- | --- | ---------------------------------------------------------------------------------------------- |
| 1st | 2004年5月26日 | グレイテスト・ヒッツ | EPCE-5283 | 1. 花嫁 [4:42] 2. 赤猫 [3:37] 3. 洗脳 [5:11] 4. 鎮魂歌～レクイエム～ [6:07] 5. でもワザとじゃない [2:31] 6. 人工妊娠中絶 [2:17] 7. 命みぢかし恋せよ人類！ [3:25] 8. くだらない話 [2:39] 9. 最後のアイドル [3:11] 10. 血みどろ菩薩 [4:21] 11. 赤い蛇 [4:18] 12. カナリヤ [4:26] 13. 大地に死す [6:23] 14. ロックンロール・ファイヤー [4:06] 15. 最初の扉 [4:09] 16. 虫ケラの欲望 [3:53] 17. ウロコの女 [4:53] 18. 堕落と絶望の少女 [5:35] | インディーズ時代作品ベスト＋メジャー作品とボーナストラックの新曲3曲収録 オリコン最高113位      |
| 2nd | 2009年10月7日 | 籠の鳥、天空を知らず | DDCZ-1635 | 【DISC1】 1. 餓鬼 2. 少女地獄 3. エナメルを塗られたアポリネール 4. 兄の病の特効薬は死臭漂う血の池地獄のような人肉スープの形而上学 5. 赤痣の娼婦 6. 廃墟の街 7. 白痴 8. 路上 9. 地獄の子守唄 10. 鬼畜 11. 父親憎悪 12. 鬱病の道化師 13. 血の贖い 14. 皆殺しのララバイ 15. 瓶づめの胎児 16. この世の終わり 17. 陽炎 【DISC2】 1. 怪談！首つりの森 2. お金を払って 3. 爆走All Night Long 4. 黄泉の国 5. 早死するのはスターの運命 6. 退化 7. 愛の亡霊 8. 需要供給の法則 9. スケ番ロック 10. 平成デモクラシー 11. 太陽を待ってる 12. 自殺の唄 13. 道行き 14. 妄想天国 15. かわいい音頭 16. 籠の鳥（新曲） | 過去の音源+ライブ定番を再録した2枚組みベストアルバム、新曲「籠の鳥」を収録。 オリコン最高263位 |

#### ビデオ
- 夜が終わっちまう前に
- 覘キ絡繰狂犬芝居
- 異形の宴
- 箱入り移動サアカス〜テント其の壱

現在「夜が終わっちまう前に」と「覘キ絡繰狂犬芝居」は、2009年にDVD化されライブ物販及び、FC会員向けに通信販売している。

#### DVD
- 黄泉の国（2003年2月26日）
- 洗脳（2003年3月26日）
- 鎮魂歌〜レクイエム〜（2003年4月30日）
- ビデオクリップ集 切腹（2004年6月9日）
- 怪談!百物語（2006年）　同年8月のライブを収録した映像集、スクリーミング・マッド・ジョージが監督。
- Live at OMOTESANDOU FAB（2007年）　同年5月のライブを収録した映像集
- 夜行列車で行く全国地獄めぐり　終点・愛憎満ちた道玄坂編（2009年）　2008年12月5日の単独興行を収録。
- 夜が終わっちまう前に（2009年）　1999年発売のVTRをDVD化。

「怪談!百物語」～「夜が終わっちまう前に」はライブ物販及び、FC会員向けに通信販売している。

#### 写真集
- されど闇の深さを知る（2009年3月）

### 犬神サアカス團名義

#### アルバム
|      | 発売日         | タイトル               | 規格品番     | 収録曲 | 備考                                                                   |
| ---- | -------------- | ---------------------- | ------------ | --- | ---------------------------------------------------------------------- |
| 1st  | 2012年10月24日 | 恐山                   | DDCZ-1828    | 1. 故郷和讃 2. 被害者面 3. 絶望讃歌 4. 陰謀論 5. 排水溝 6. 紅雀 7. 燐寸喞筒 8. 嘔気 9. 浅草心中 10. 蜘蛛女 11. 虫酸 12. 後生車 13. 恐山 | オリコン最高199位                                                      |
| 2nd  | 2013年10月16日 | 不確定性原理の悪夢     | DDCZ-1897    | 1. 悪夢 2. 思考実験 3. 泥 4. 冒涜と呵責 5. ねむり姫 6. 秘密倶楽部 7. 機能不全家族 | オリコン最高216位                                                      |
| Best | 2013年5月21日  | 青少年のための犬神入門 | DDCZ-1941/42 | 【DISC1】 1. 光と影のトッカータ 2. 腐乱のあなた 3. 地獄に堕ちた子供たち 4. 一ツ目小僧 5. たからもの 6. 裸のマリー 7. バビロニア恋物語 8. ディストピア 9. いつか 10. 運命 11. DEAD END KIDS 12. 天変地異 【DISC2】 1. 桜散る中 2. あなたがもしも 3. ここはどこの細道じゃ 4. 脳内観念スター 5. 運命のカルマ 6. 春来たる鬼 7. 絆（新曲） | オリコン最高215位                                                      |
| 3rd  | 2014年12月17日 | 玉椿姫                 | DDCZ-1992    | 【CD】 1. 花園神社前口上 2. 逃げろ！ 3. 海を知る少女 4. アタシは国家 5. 邂逅 6. 血の下僕 7. オートマティック 8. 虚像の誓い 9. 突発性行動障害 10. 信じるな！ 11. 玉椿姫 【DVD】 1. 光と影のトッカータ（LIVE） 2. ビバ！アメリカ（LIVE） 3. 運命のカルマ（LIVE） 4. 白痴（LIVE） 5. 絆（LIVE）                                          | CD+DVD。 LIVE映像収録：2014年7月12日「祝20周年！犬神まつり千秋楽」にて |
| 4th  | 2015年10月21日 | ここから何かが始まる   | DDCZ-2051    | 1. 地獄の家 2. 月光 3. 黒い花が嗤う 4. 逆さ吊りの男が観た世界 5. 死ねばいい 6. 夜更けの数え唄 7. 闇 8. 空の色は何色ですか 9. ここから何かが始まる 10. ことづけ 11. 生命の起源 12. この世が儚い夢ならば 13. くたばれ 14. 反物質 15. 悪逆無道                                                                                           | オリコン最高202位                                                      |
| 5th  | 2016年11月09日 | 黄金郷                 | DDCZ-2127    | 1. 命がある限り 2. 病葉 3. パンデモニアム 4. サキュバス 5. 骨壺 6. 樹海 7. 死に行く日に 8. ケガレ 9. 静かの地へ 10. 失楽園 11. 虎の威を借る狐 12. 生存狂騒曲 13. エルドラード | オリコン最高177位                                                      |
| 6th  | 2017年10月25日 | 新宿ゴーゴー           | DDCZ-2172    | 1. マクンバの夜 2. 新宿ゴーゴー 3. あだうち 4. 毒虫 5. 暗黒礼賛ロックンロール 6. Sleeping Beauty 7. 侮辱の傷 8. 朽ちたブルース 9. 昔みたいに 10. 感染症 11. 白昼夢 12. 怪我する前に 13. 栄光の日々 | オリコン最高241位                                                      |
| 7th  | 2018年9月26日  | 東京2060               | DDCZ-2213    | 1. 気象衛星百年記念式典 2. ロックンロールを唄いきれ 3. 夜をぶっちぎれ 4. 東京2060 5. 奪え！ 6. 狂気の恋 7. 月夜に踊れ 8. 裸の女王様 9. アルタミラ 10. 牢獄 11. 化猫遊女 12. 幸福論 13. おやすみ |                                                                        |

#### シングル
|     | 発売日        | タイトル           | 規格品番  | 収録曲 | 備考               |
| --- | ------------- | ------------------ | --------- | --- | ------------------ |
| 1st | 2013年4月21日 | 春来たる鬼         | DDCZ-1796 | 1. 春来たる鬼                                                                                                  | ライブ会場限定発売 |
| 2nd | 2020年4月4日  | 目障りな異分子     | KMD-OO1   | 1. 目障りな異分子 2. 死に水 3. 異分子（bounus track）                                                          | 通販SITE限定発売   |
| 3rd | 2024年7月12日 | カンフートーキョー | DDCZ-2312 | 1.カンフートーキョー 2.代理懐胎生物 3.闇のサアカス 4.カンフートーキョー（カラオケ） 5.代理懐胎生物（カラオケ） |                    |

### その他
- えびす温泉ヒットパレード
  - 8.兄の病の特効薬は死臭漂う血の池地獄のような人肉スープの形而上学
- 異形の宴(2000年7月26日)
  - 3.赤痣の娼婦
  - 7.エナメルを塗られたアポリネール
- 365:A TRIBUTE TO THE STALIN（2001年1月24日）
  - 3. STOP JAP
- グルグル映畫館 ナンセンス　意味は無いケド　意義が有る（2001年7月4日）
  - 灼熱の馬鹿野郎（メンバーがコーラスで参加）
- フォーエバー・ヤング〜トリビュート・トゥ・グレート・フォーク・ソングス〜（2001年9月26日）
  - 6. 竹田の子守唄
- QP-CRAZY キューピークレイジーの地獄逝きだョ!出発進行!!（2001年10月10日）
  - 9.餓鬼武者蝋燭(凶子がコーラス・語りで参加)
- 大槻ケンヂ 自己カヴァー集「対自核」(2002年8月7日)
  - 3.　カーネーション・リインカネーション(凶子がコーラス・語りで参加)
(この楽曲は大槻ケンヂのバンド「特撮」のベストアルバム「初めての特撮 BEST 1」にも収録されている)
- ムック 『アンティーク』
  - 5.九日(凶子が始めの語りを言う)

(ムックのYUKKEと凶子は仲がよく、ライブにも時々ゲストとして出演している)
- QP-CRAZY 平成暗イ死ス（2007年4月21日）
  - 2.猿蟹死合戦(凶子が語りで参加)
- HAVE A NICE DIE! -ハイテクノロジー・スーサイド：トリビュート-（2007年6月15日）
  - 5. 南無阿弥陀仏
- キュピア Vol.1（2007年10月17日）
  - 12.兄の病の特効薬は死臭漂う地の池地獄のような人肉スープの形而上学
- Jingle All the Way! (2007年11月28日)
  - ジングルベル
(全曲ジングルベルのコンピレーションアルバム)
- かわいい音頭（2008年）ライブ会場物販限定品　ベストアルバム「籠の鳥、天空を知らず」にも収録される
- お試し　犬神サーカス団①（2010年）ライブ会場物販限定品　ライブ音源を収録したCD-R
- CRUSH!3 -90's V-Rock best hit cover LOVE songs- (2012年6月27日)
  - 6.Rusty Nail/犬神サーカス団(オリジナルアーティスト：X JAPAN)

## Angelique
Angelique（アンジェリック）は、犬神サーカス団の別名義バンド。2008年4月9日、犬神サーカス団でミニアルバム「呪恋」発売と同時にデビューシングル「翼」をリリースする。

### メンバー
- Vocal:kyoko
- Guitar:jouji
- Bass:jin
- Drums:akira

### ディスコグラフィー

#### シングル
|     | 発売日         | タイトル     | 規格品番  | 収録曲                                           | 備考              |
| --- | -------------- | ------------ | --------- | ------------------------------------------------ | ----------------- |
| 1st | 2008年4月9日   | 翼           | DDCZ-1511 | 1. 翼 2. 薔薇迷宮 3. Dear…                       | オリコン最高185位 |
| 2nd | 2008年10月8日  | SWEET        | DDCZ-1553 | 1. SWEET 2. NEW DAYS                             | オリコン圏外      |
| 3rd | 2009年04月08日 | 恋は胸きゅん | DDCZ-1598 | 1. 恋は胸きゅん 2. VENUS 3. シンデレラ・ドリーム | オリコン圏外      |

#### その他
1. とびきり☆スマイル（2008年8月14日、15日。18日、30日）

ライブを行ったライブ会場にて、アンケート用紙回答と引き換えに無料配布。2009年現在、再プレス版がFC会員向けに通信販売している。

## ミュージックビデオ
| 監督                             | 曲名 |
| 進藤ひろし                       | 「怪談!首つりの森」「黄泉の国」「洗脳」「鎮魂歌〜レクイエム」「最後のアイドル」「命みぢかし恋せよ人類!」 「最初の扉」「三つの扉」「ほんとにほんとにご苦労さん」「都合のいい女」「千里眼」「カンフートーキョー」 |
| KIBA                             | 「DEAD END KIDS」 |
| 井川楊枝                         | 「死にゆく日に」 |
| ビート                           | 「ジングルベル」 |
| スクリーミング・マッド・ジョージ | 「光と影のトッカータ」「ここはどこの細道じゃ」 |
| 永澤翔                           | 「黒い花が嗤う」「暗黒礼賛ロックンロール」「ロックンロールを唄いきれ」「GOLD」「目障りな異分子」「天誅」 |

## エピソード
- 『うたばん』でのエピソード
  - 2003年、DVD「洗脳」宣伝で初登場した際、映像内で行われた「大量のわさびのどんぶりを食べてもむせない」という演出を実際にスタジオで披露した際、メンバー全員むせてしまう。また、凶子は松田聖子と吉野家の牛丼が好きである事を述べた。
  - 「命みぢかし恋せよ人類!」を披露する際、メイクを落とされテニスウェア姿（情次とジンに至っては楽器の代わりにラケットを持たされる）で演奏。さらに大量のテニスボールが落ちて来るという演出だった。
  - 2004年、「最初の扉」で再出演した際、再びメイク姿で歌った事で石橋や中居から批判を買い（今度はメイク有りだが）再びテニスウェア姿で松田聖子の「夏の扉」を歌う。この回を最後に、バンドはうたばんへの出演は無かった。
- 2007年4月末、ツアー移動中にメンバーの乗っていた車が制限速度36kmオーバーでパトカーに捕まる。運転していた犬神明は35000円の反則金を科せられるが、その時の状況写真をブロマイドとして500円で販売する。
- 2006年、2007年の2年のうちでドラムの犬神明が右腕、肋骨、右足親指と3回も骨折した。
- 2015年ツアー中、ガソリンスタンド店員の誤給油により機材車が高速道路で炎上。後日「誤給油防止ステッカー」を販売する。